# エルボラーチョ
エルボラーチョ (Elborracho) は福岡市中央区に本社を置く株式会社EFMが運営するメキシコ料理レストラン。福岡市と東京で店舗を展開する。
エルボラーチョはスペイン語で「酔っ払いの男性」を意味しており、その名の通りメキシコのお酒であるテキーラを100種類以上揃えている。2013年7月には、日本人向けにアレンジした独自のテキーラ「雫」を発売した。その他にも、自家製のサルサやタコスなど、テクス・メクス料理ではない本格メキシコ料理を提供している。サルサには石垣島の契約農場で栽培したハバネロやハラペーニョを使用している。

## 沿革
オーナーの杉山芳文は別府市の出身で、最初はサラリーマンとして働いていた。しかし大分市内のメキシコ料理店に通ううちに、自分も店を出したいと考えるようになり、1999年にメキシコに渡った。その後の2年間、現地のレストラン5店で働き、500種を超えるメキシコ料理を習得して帰国した。
2002年、福岡市中央区大名に最初の店舗を開店した。それまで一般的だったアメリカ風にアレンジされたメキシコ料理とは異なる本場の味が支持された。2007年には事業を法人化し、7月には中央区高砂に2号店「ラボラーチャ」（後に「エルボラーチョ ロスティ」に改名）を開店した。2005年にはネット通販に参入、店舗向けにメキシコから仕入れた食材の一般販売を開始した。当時は本格的なメキシコ料理の食材の販売店が少なかったことから、こちらも支持され、月商が300万円に達したこともあったという。
店舗数も拡大し、2011年にはJR博多シティの10階に出店、18坪32席と小規模店ながら月商850万円を達成した。2014年3月にはイタリアン、スペイン料理の店と共同で3店合造の「メルカドサンミゲル」を出店、また関係会社のピオネーロが運営する形で、東京日本橋に開業した商業施設「コレド室町2」に出店した。11月にはこの年開業した福岡パルコの新館に出店し、この年の出店は3店舗に及び、オーナーの杉山もFC化して全国展開も考えている、と構想を示した。2015年にはメキシコのカンクンにも出店したが2019年に経営不振の為閉店。
その翌年にカンクンの隣町のプラヤデルカルメンの市内にラーメン屋をオープンした。福岡出身のオーナーは博多ラーメンには縁があり友人でもある福岡の秀ちゃんラーメンのプロデュースによって本格博多豚骨ラーメン屋を出店することに。。